# Parc national des Cabrits
Le parc national des Cabrits se trouve sur une péninsule à l'extrémité nord-ouest de l'île caribéenne de la Dominique. Le parc protège la forêt tropicale, les récifs coralliens et les zones humides.

## Présentation

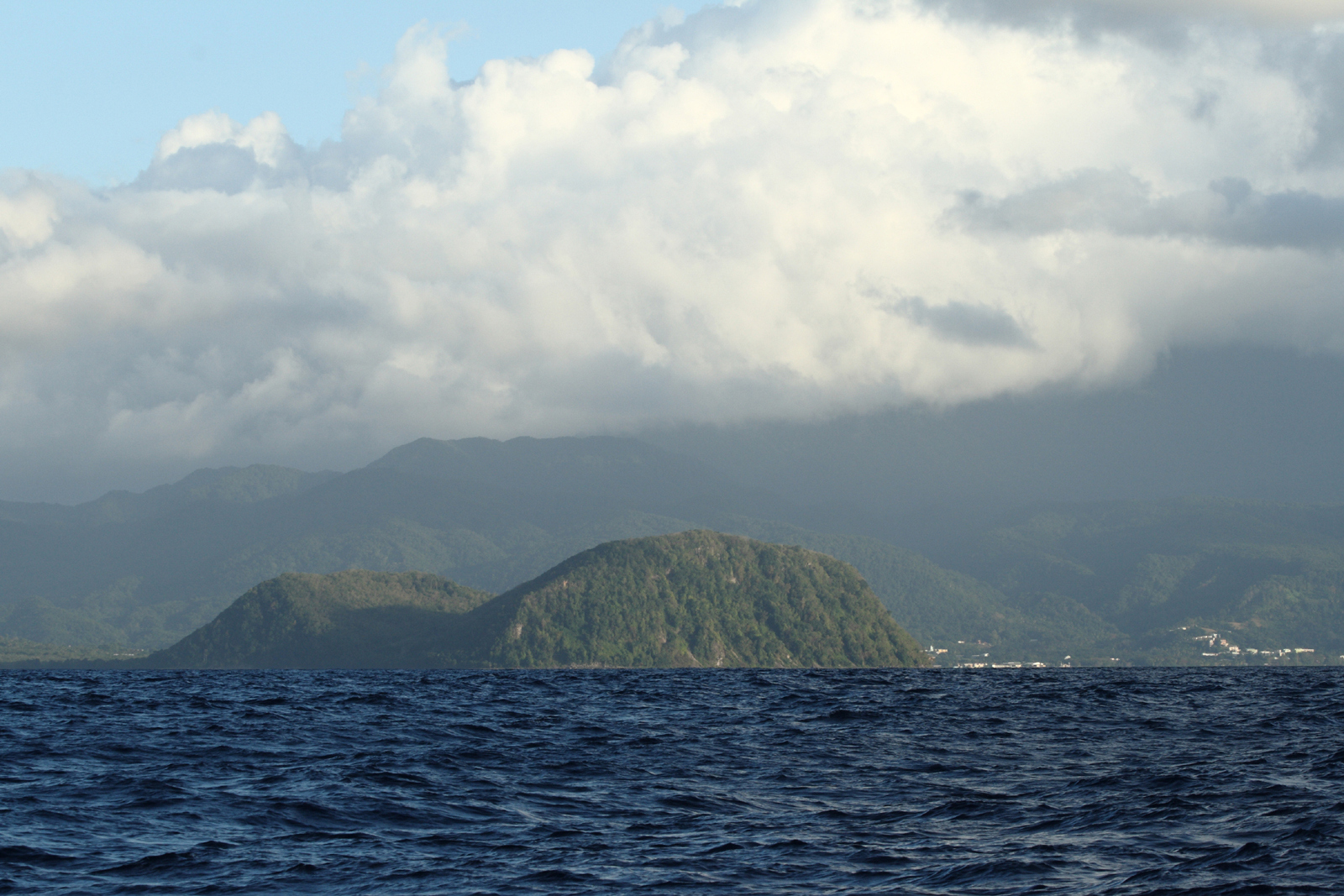
Péninsule des Cabrits, vue du large (2016)

Le parc national des Cabrits occupe 531 ha et fut créé en 1986. Il a un double objectif: premièrement, protéger le patrimoine culturel et l'importance historique de Fort Shirley; deuxièmement, conserver le milieu environnant qui comprend des récifs coralliens le long du littoral et la forêt autour du fort sur les flanc de l'ancien volcan.
Le PN des Cabrits protège également une zone marine de 421 ha, située entre la Baie du Prince Rupert et la Baie de Toucar.

## Géographie
Situé au nord de la ville de Portsmouth, le PN des Cabrits est constitué d'un volcan éteint qui était autrefois sa propre île, séparée de l'île principale. Il fut relié à la Dominique par l'action des marées et courants marins de la baie de Douglas et de la baie de Prince Rupert.
Les deux sommets du parc – East Cabrit, 140m, et West Cabrit, 171m – ont été formés par un volcan, autrefois appelé Morne au diable (ou Morne aux diables), il y a environ 1M d'années.

### Étymologie
Le mot Cabrits est dérivé de «chèvre» en espagnol, français et portugais. Les chèvres ont été introduites sur l'île par des marins, pour constituer une réserve alimentaire (viande, lait).

## Fort Shirley

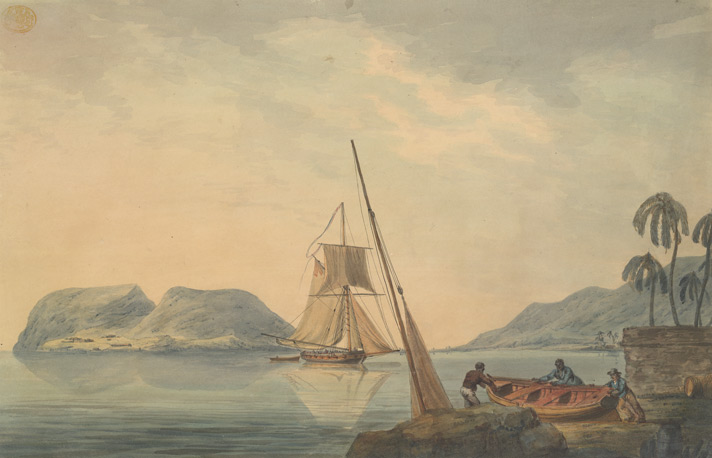
La péninsule des Cabrits (anciennement Prince Rupert's Head), Fort Shirley et la Baie du Prince Rupert, en 1780;
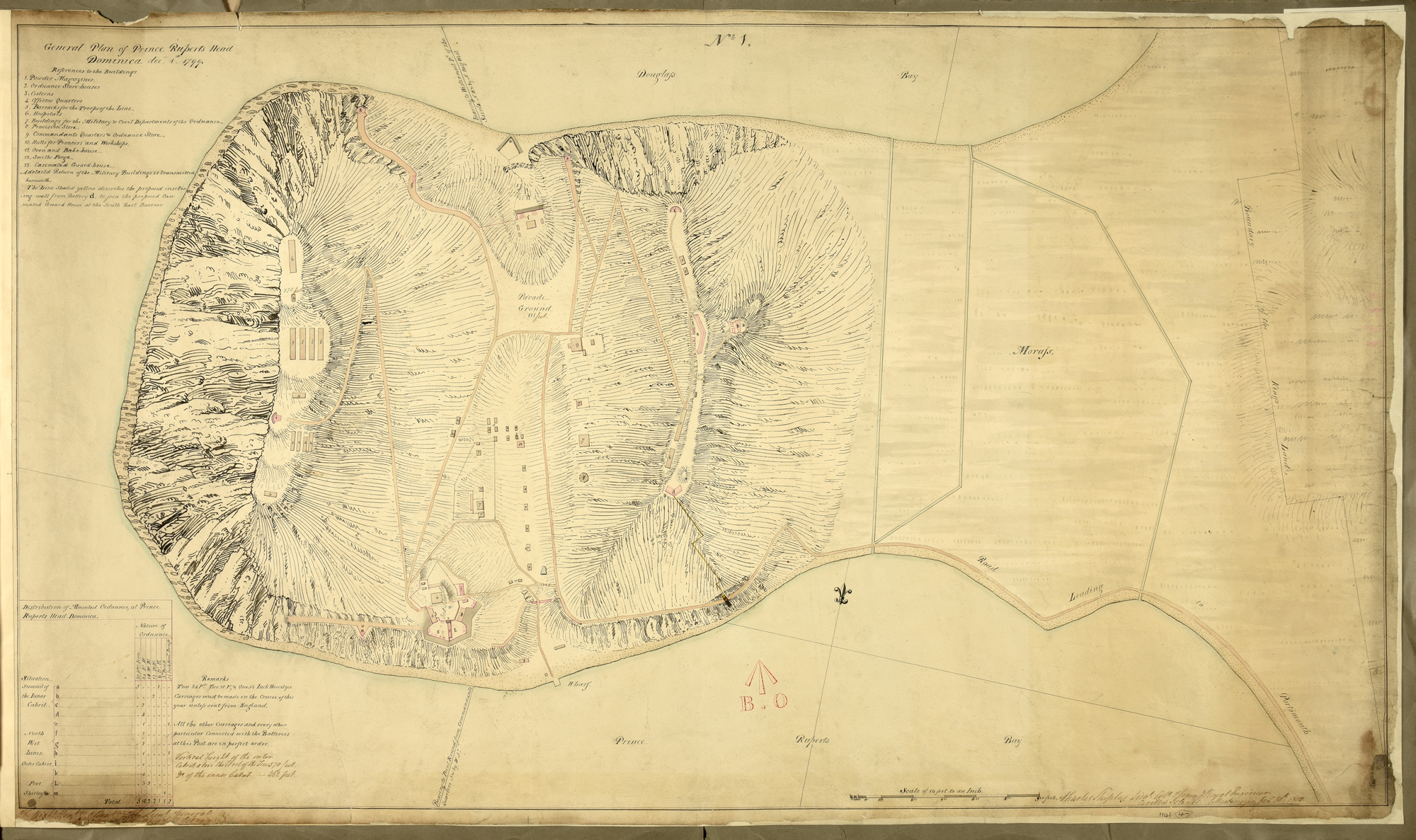
Plan anglais de la péninsule (1799);
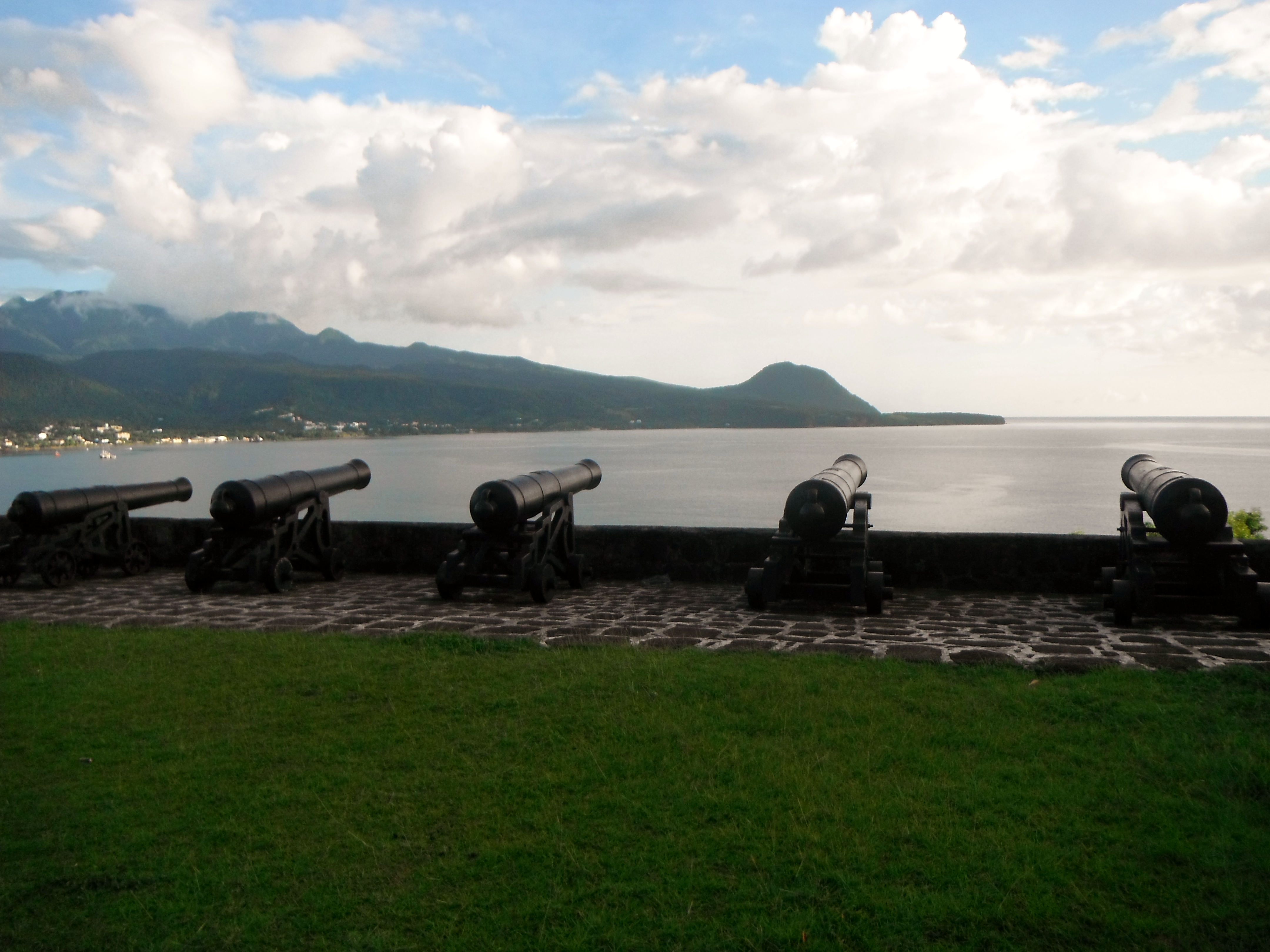
Vue depuis le Fort Shirley, Portsmouth sur la gauche;

Fort Shirley était autrefois un avant-poste militaire, un exemple représentatif du genre aux Antilles. Il fut construit sur ordres du gouverneur britannique de l'île Thomas Shirley, à partir de 1765, pour y placer une garnison de défense du nord de la Dominique.
Le fort fut agrandi par les Français lors de leur occupation de la Dominique de 1778 à 1784. De style géorgien, il se composait de plus de 50 bâtiments et abritait plus de 600 hommes. Il fut abandonné en 1854.
Le site est célèbre pour avoir abrité la révolte de soldats-esclaves africains en 1802 ; événement qui contribuera à la libération de tous les soldats esclaves sur l'île en 1807.
Après avoir été délaissé pendant des années, sa restauration fut entreprise par le Dr Lennox Honychurch en 1982. Plusieurs bâtiments sont alors entièrement réhabilités ; on trouve encore d'autres vestiges du fort éparpillés dans la péninsule.
Le quartier général des officiers a fait l’objet d’une rénovation majeure et peut désormais être privatisé pour des événements (mariages, réceptions, concerts, etc.).
Le festival Jazz'n'Créole se déroule tous les ans au fort.

## Faune
Le parc accueille deux espèces d'amphibiens, 162 espèces d'oiseaux, 18 espèces de mammifères (dont 5 introduites), 20 espèces de crabes et au moins 2 espèces de scorpions.

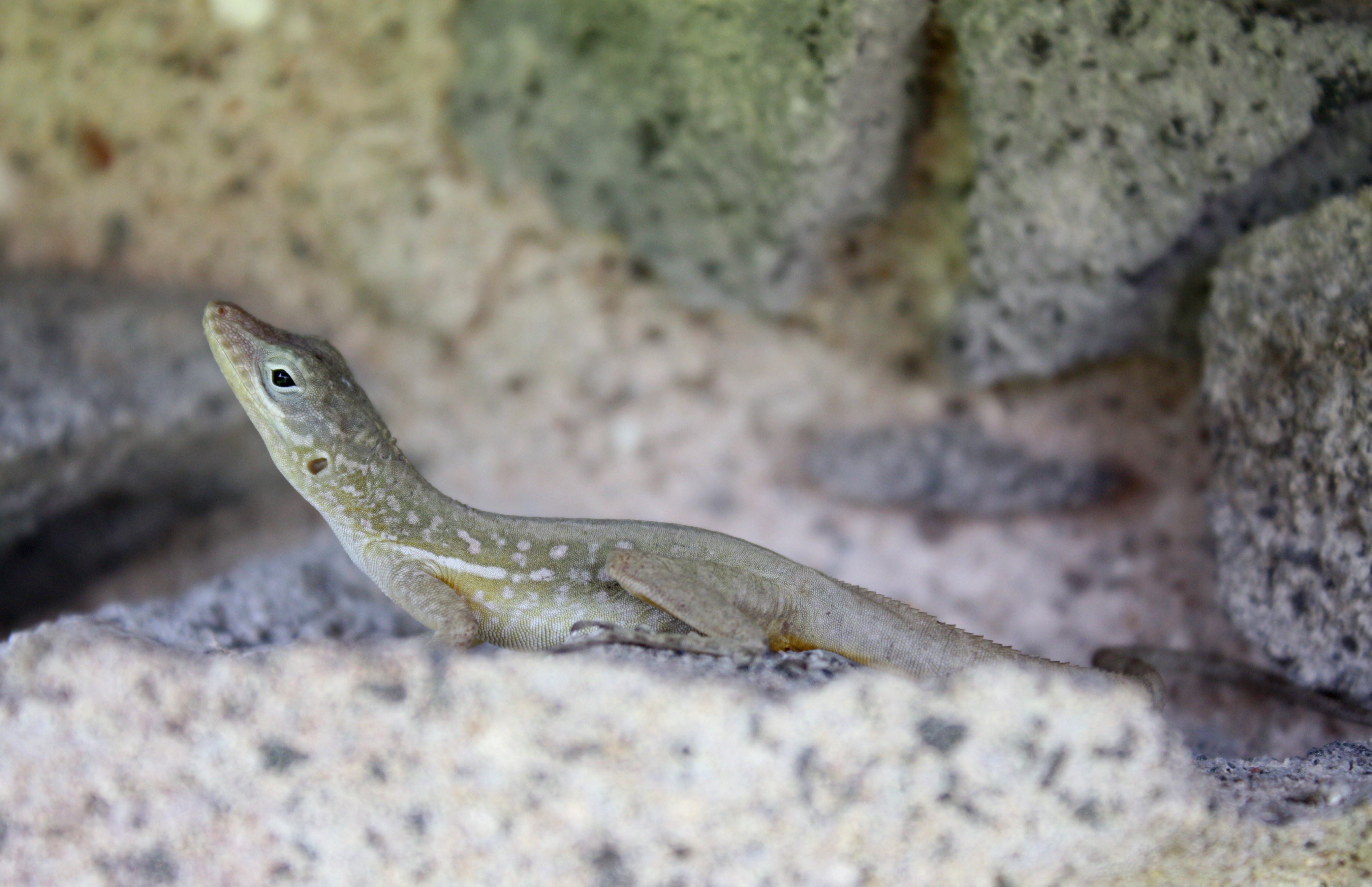
Anolis oculatus ;
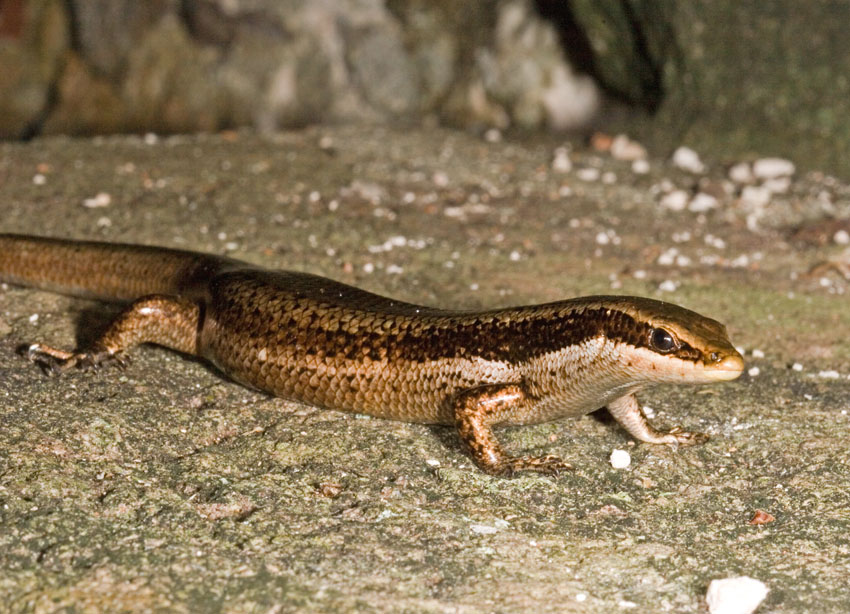
Mabuya dominica ;
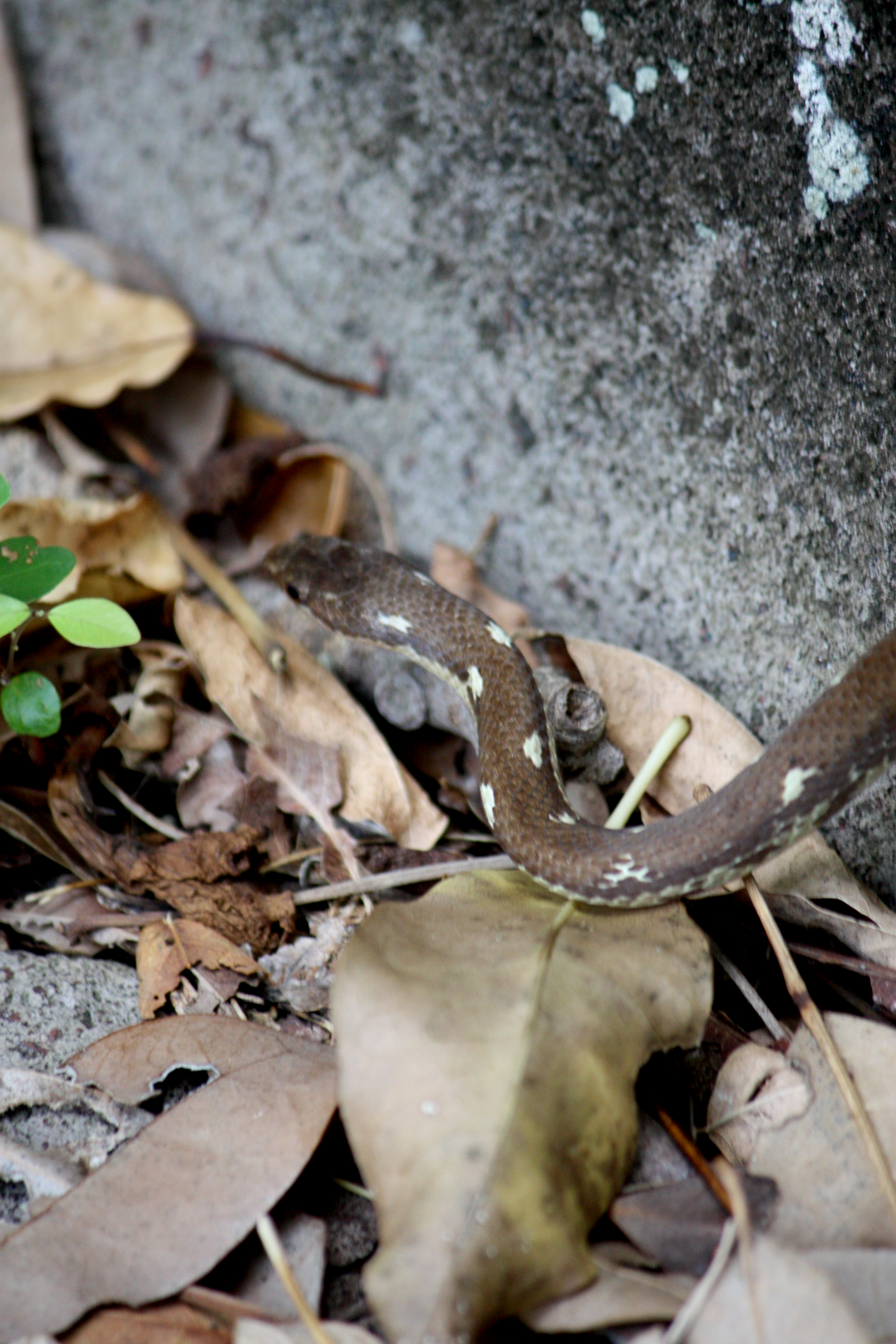
Alsophis antillensis ;
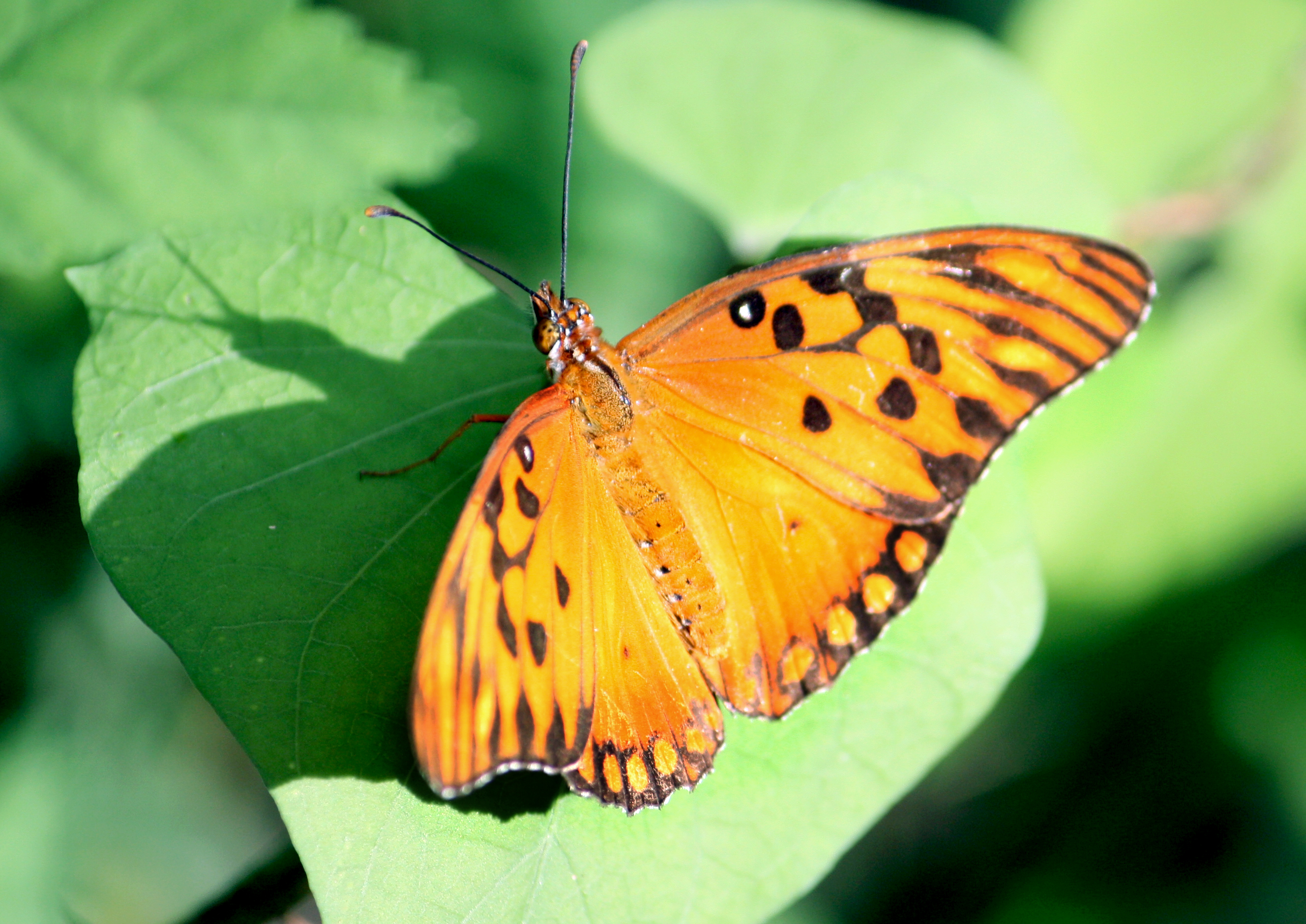
Agraulis vanillae ;
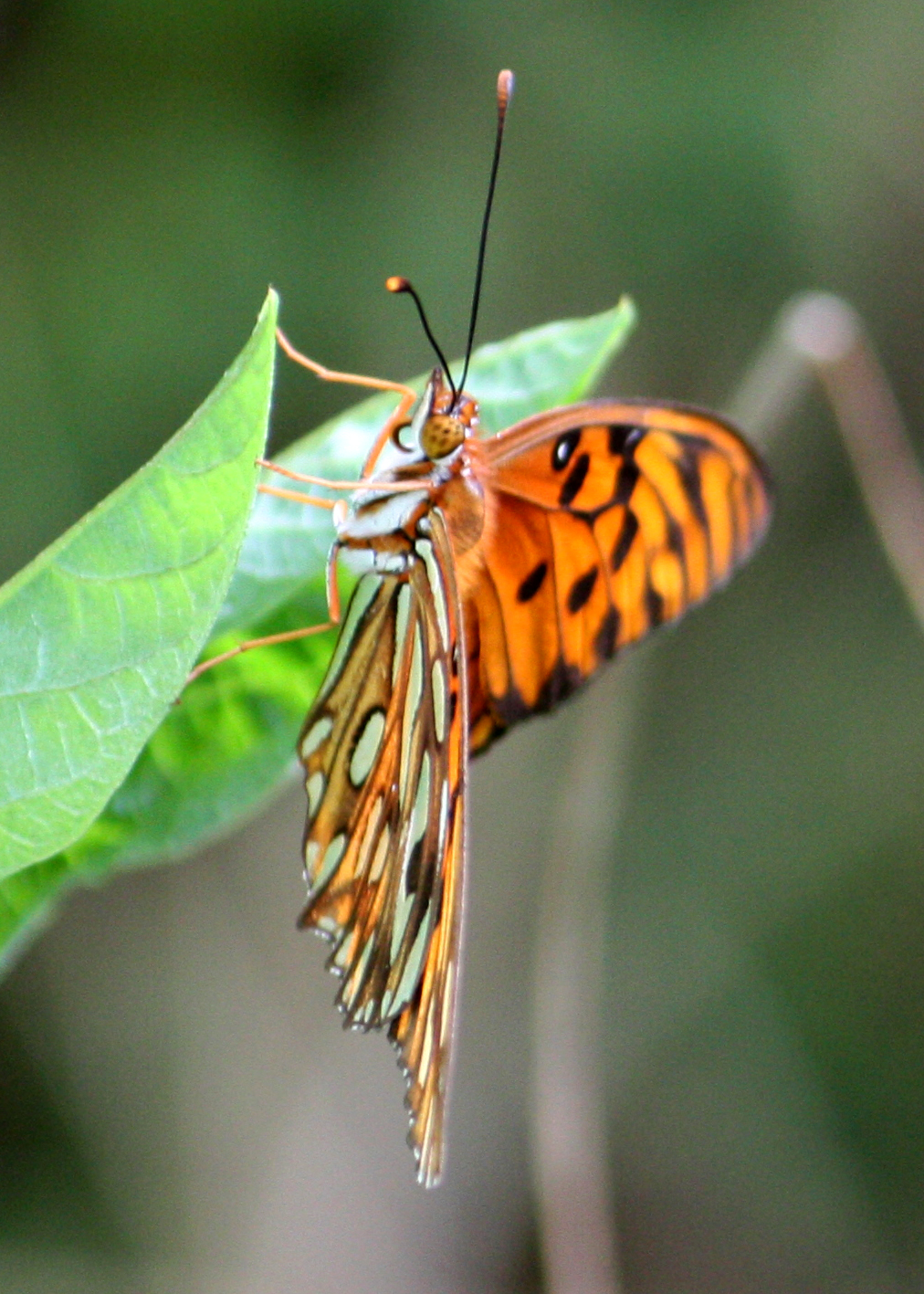
Agraulis vanillae ;
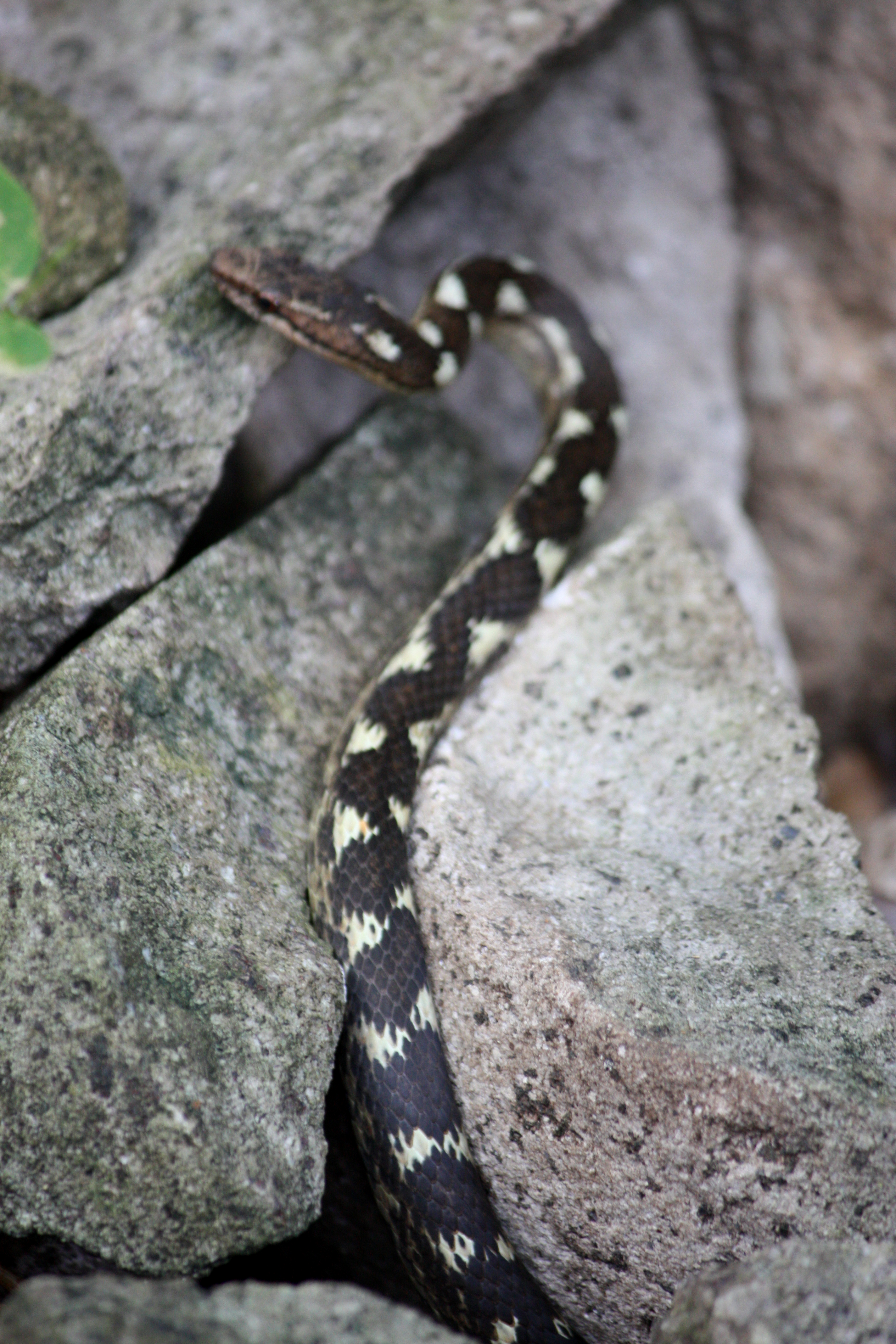
Coureur des Antilles (Alsophis antillensis) dans le PN des Cabrits.

## Flore
Malgré une taille modeste, le PN des Cabrits dispose d'une riche biodiversité:

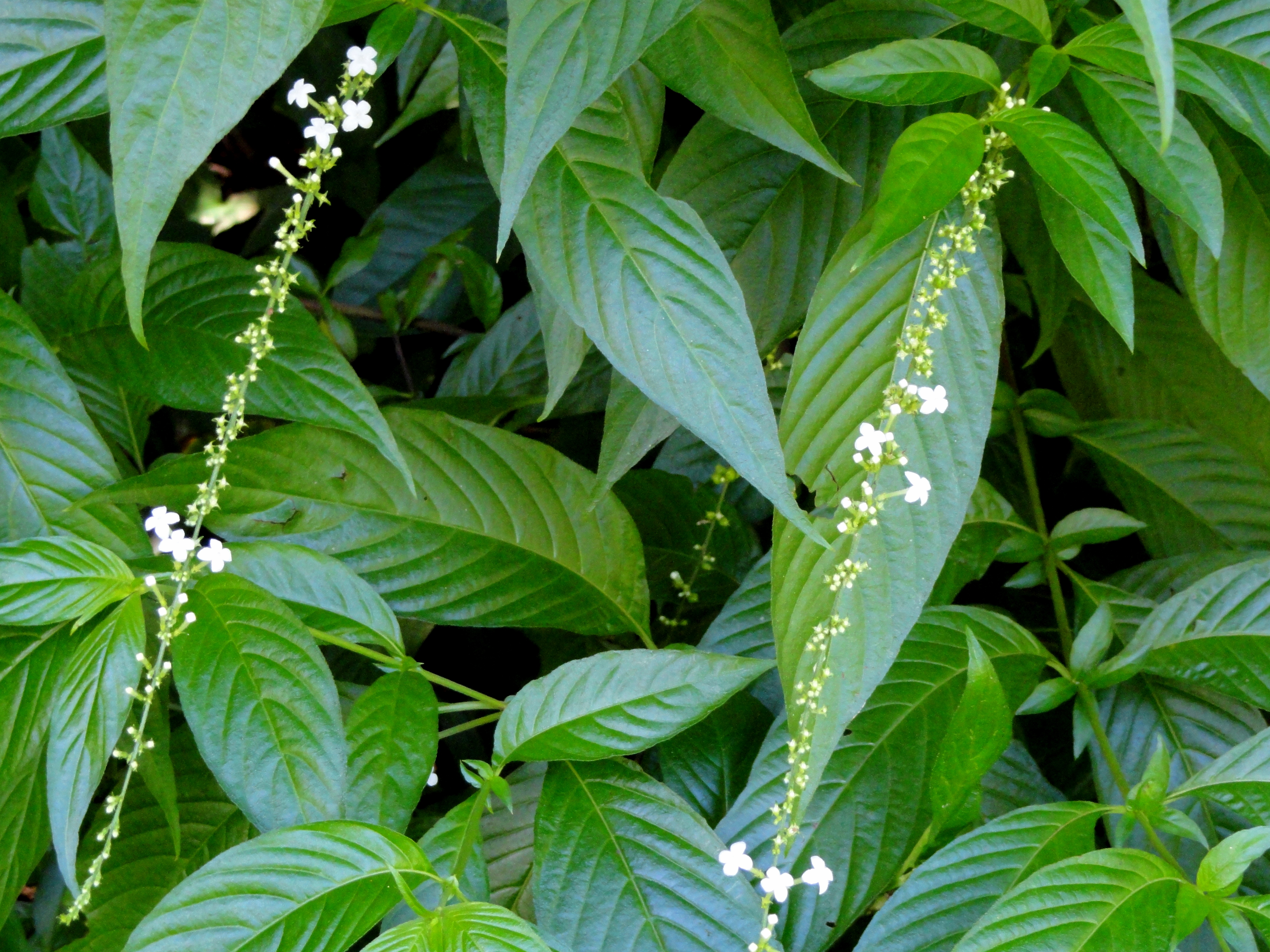
Gonzalagunia hirsuta Schum.[7] ;
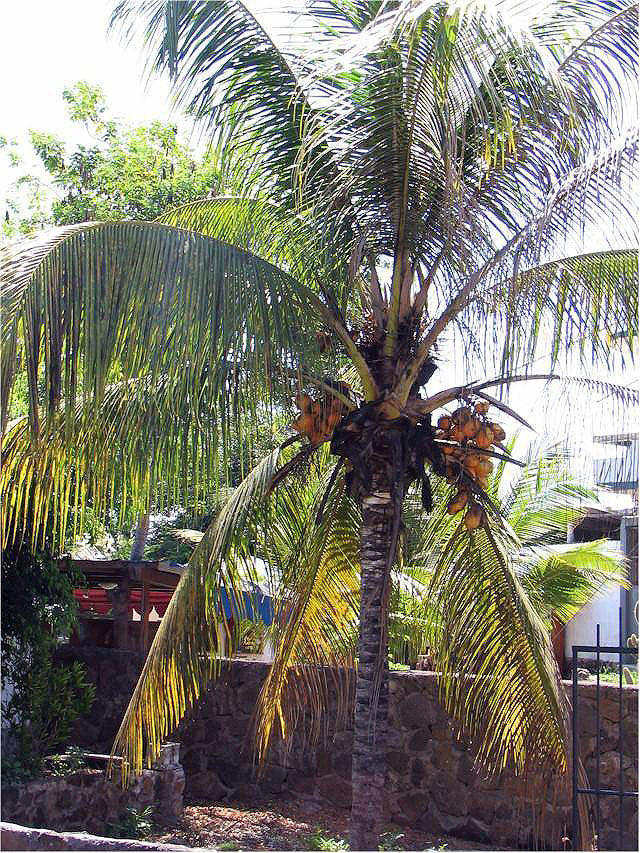
Cocos nucifera ;
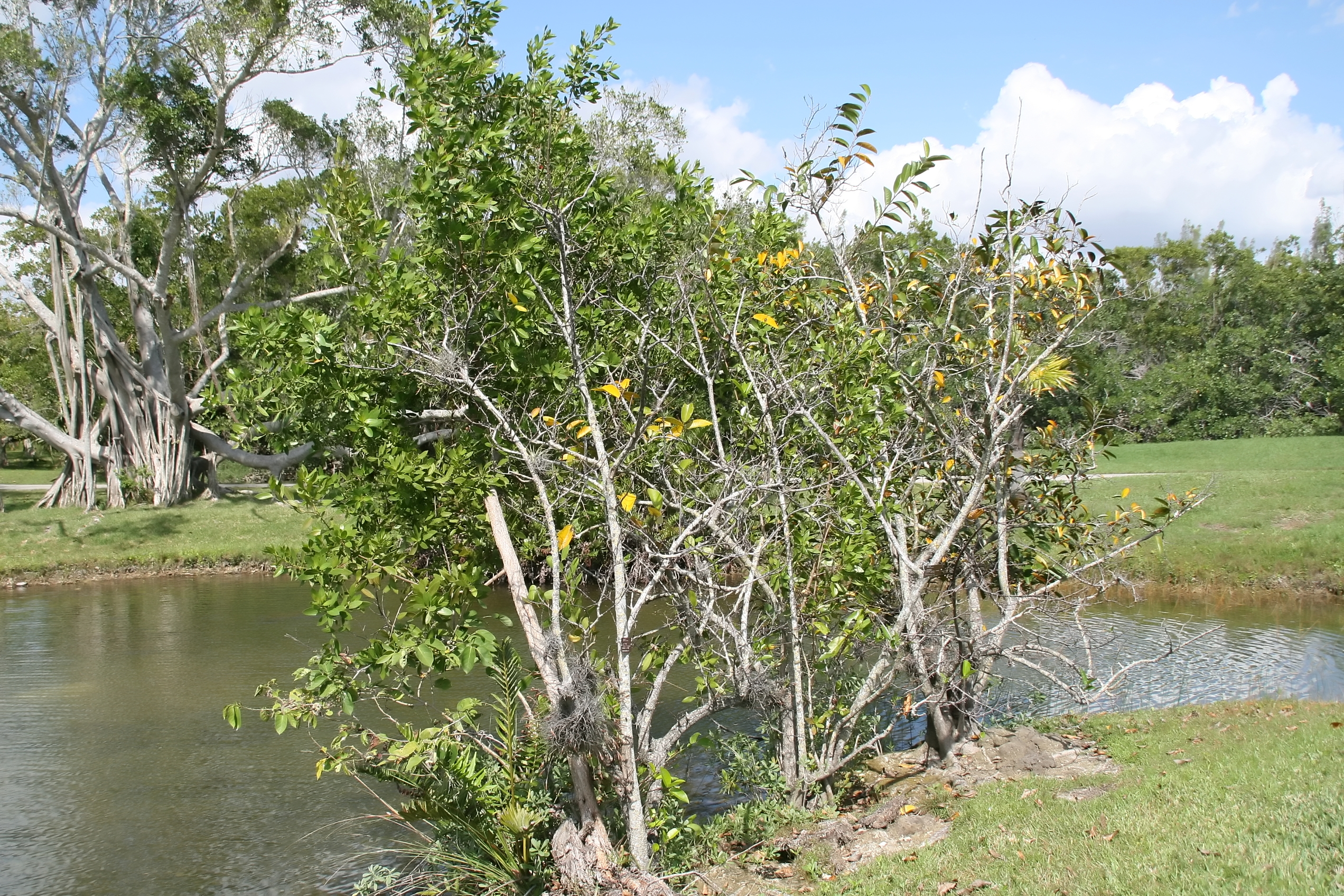
Annona glabra, aussi appelé Kachiman kochon, est endémique des petites Antilles ;
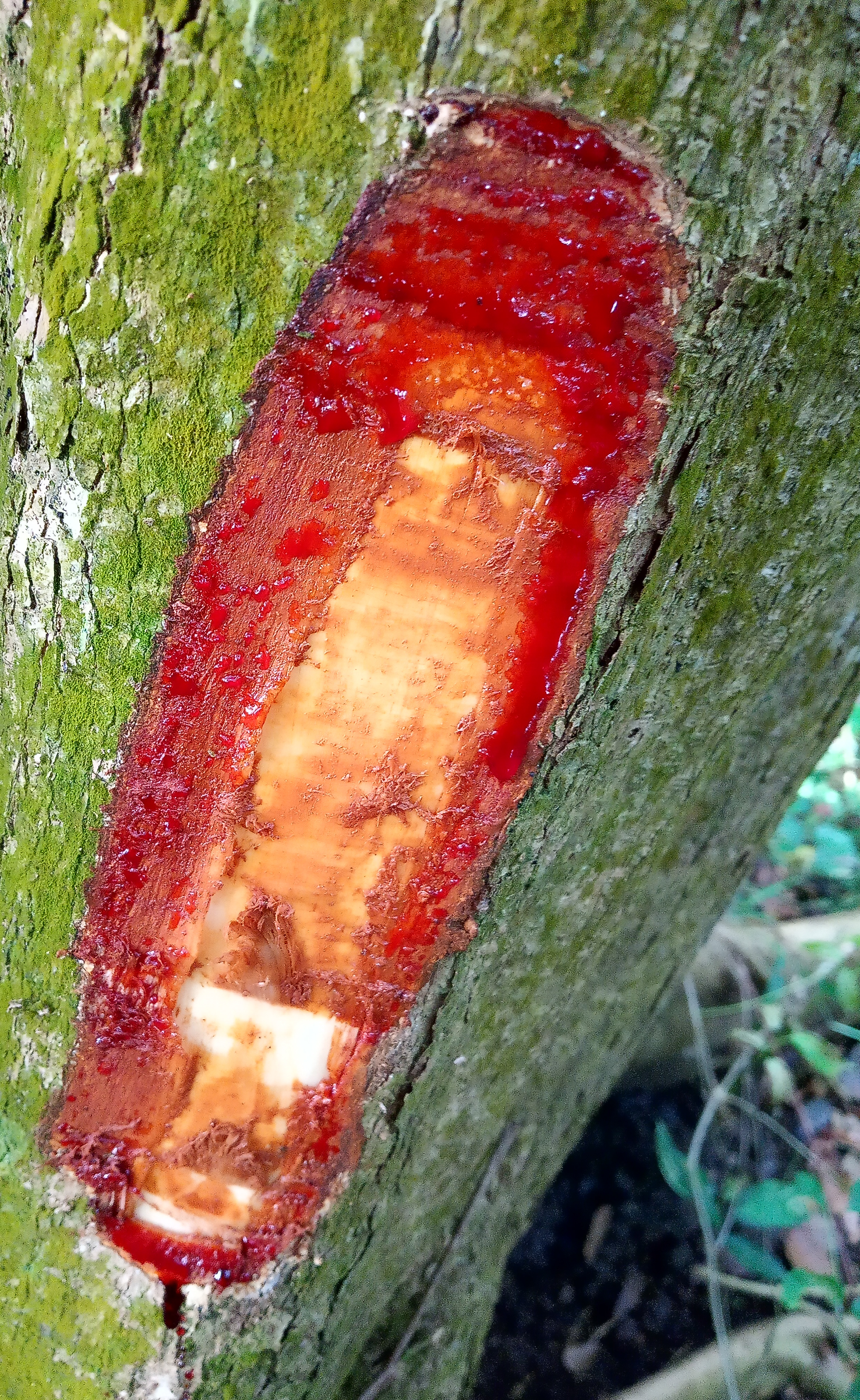
Pterocarpus officinalis est aussi appelé «sang-dragon» en Guadeloupe voisine ; sa sève aurait des propriétés astringentes et hémostatiques ;
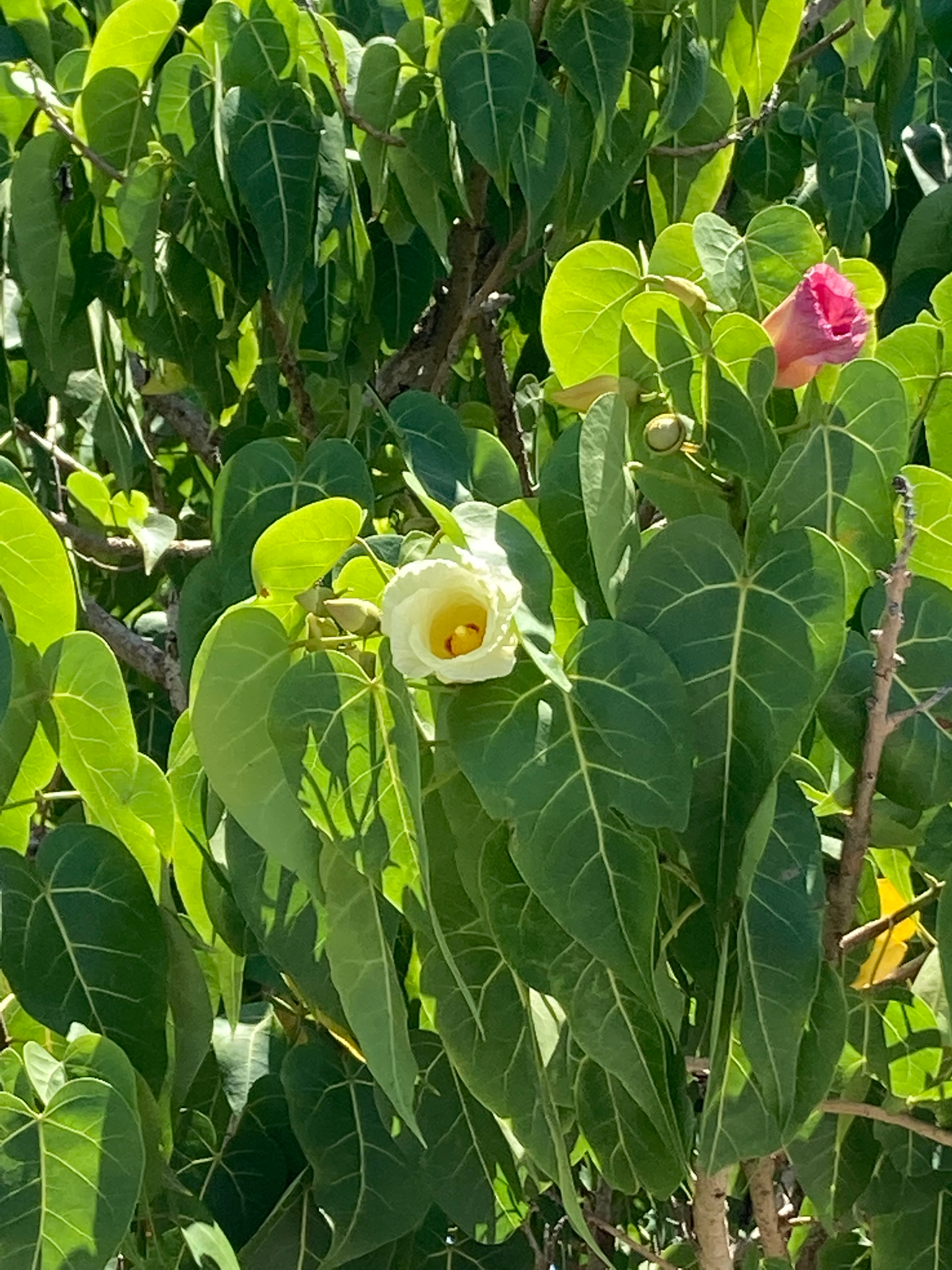
Feuilles et fleurs de Thespesia populnea (catalpa).

Y coexistent des zones humides, sèches, une forêt tropicale et des récifs coralliens.
Deux types de végétations: 
- forêt sèche et broussailles sur les monts (recevant peu de précipitations) avec des espèces décidues;
- zone humide, composée de marais et marécages sur 35 ha, qui est l'une des deux plus grandes des environs de Portsmouth. 3 arbres y sont endémiques: Annona glabra (Kachiman kochon), Pterocarpus officinalis (manglier médaille), Laguncularia racemosa (palétuvier blanc).

La frange côtière est peuplée de cocos, mancelliniers, raisins de mer, catalpas, amandiers, ficus et acomat boucan. Une petite plantation forestière avait été établie dans les années 1960, qui a introduit l'hibiscus, le mahogany, le teck, l'acajou, le pin des caraïbes et le pink poui.
Plus de 30 herbes et arbustes endémiques du PN des Cabrits sont reconnus comme médicinaux ou utilisés pour l'artisanat dominiquais.

## Tourisme

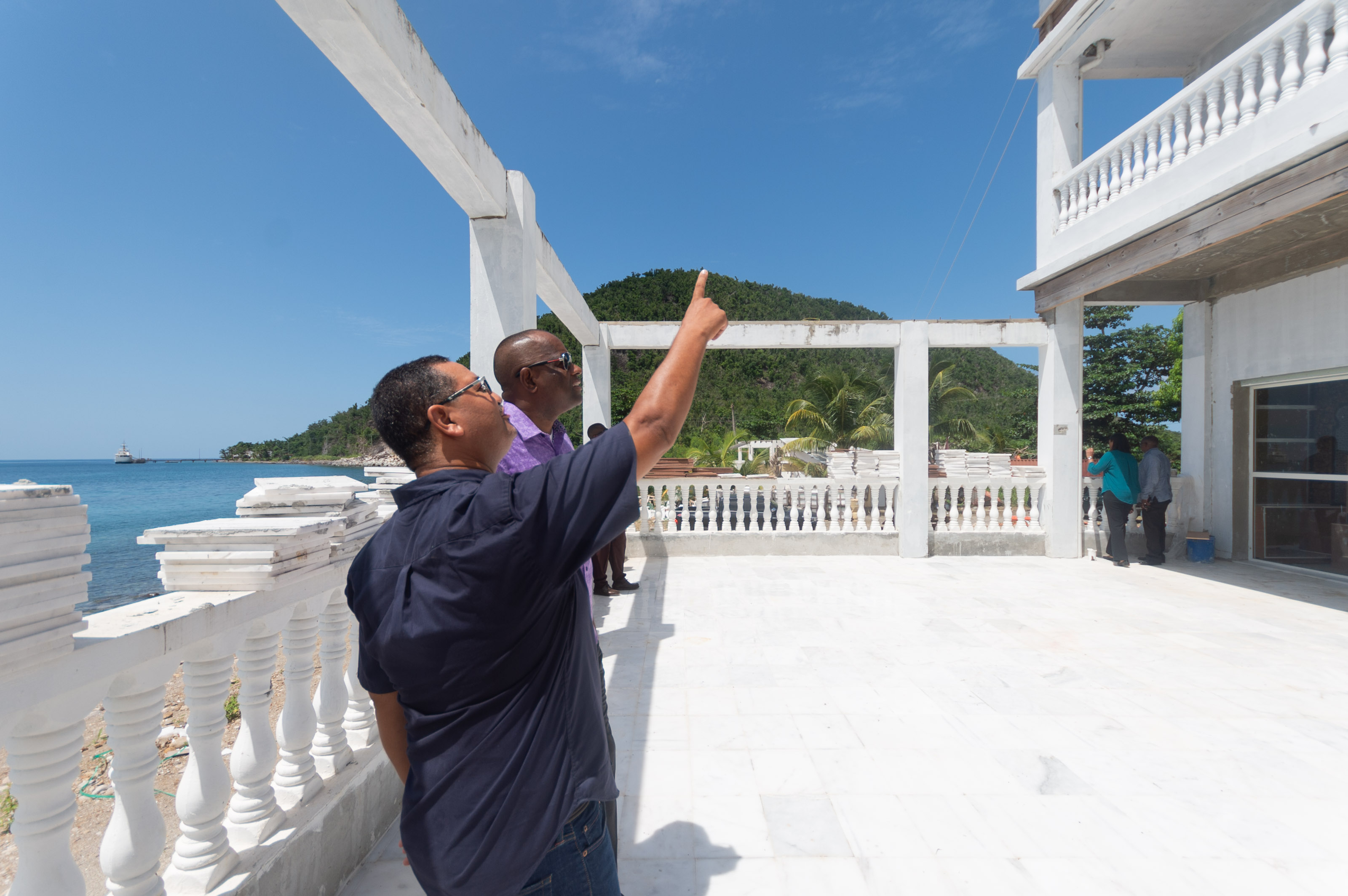
Le Premier ministre Skerrit en visite à l'hôtel & Spa des Cabrits nouvellement construits (2014)

Depuis les années 2010, l'île, la ville de Portsmouth et le PN des Cabrits en particulier développent leurs infrastructures touristiques.
En 2018, un centre de plongée sous-marine ouvre ses portes dans l'enceinte du Parc national.

### Randonnée
Cabrits est le dernier arrêt sur le sentier Waitukubuli qui débute dans le village méridional de Scott's Head. La section 14 du sentier va de Capuchin à Cabrits.
Un sentier monte au fort et permet d'accéder aux deux sommets (East Cabrit et West Cabrit).